# Enoicus
Enoicus is een geslacht van kevers uit de familie van de loopkevers (Carabidae). De wetenschappelijke naam van het geslacht is voor het eerst geldig gepubliceerd in 1896 door Peringuey.

## Soorten
Het geslacht Enoicus is monotypisch en omvat slechts de volgende soort:
- Enoicus fallax Peringuey, 1896